# Apamea montana
Apamea montana là một loài bướm đêm trong họ Noctuidae.